# Karl von Jariges
Karl von Jariges (* 7. September 1773 in Berlin, getauft am 23. September 1773 als Élie Jean Charles Ferdinand de Jarriges; † 22. Juni 1826 ebenda) war ein deutscher Jurist, Schriftsteller und Übersetzer; sein Pseudonym war Beauregard Pandin.

## Leben

### Familie
Karl von Jariges war hugenottischer Abstammung und der Sohn des Geheimrats Charles Élie Frédéric von Jariges (* 5. Juni 1740 in Berlin), der als Privatier in Magdeburg lebte. Nach dem frühen Tod seines Vaters heiratete seine aus Magdeburg stammende Mutter Charlotte Dorothee geb. Stövesand einen Magdeburger Kaufmann, deren Ehe kinderlos blieb.
Sein wohlhabender Großvater war der preußische Großkanzler Philipp Joseph von Jariges.

### Werdegang
In seiner Jugend besuchte Karl von Jariges die Handelsschule in Magdeburg und kam später in das Pädagogium des Klosters Berge; dort entstand eine lebenslange Freundschaft zu dem späteren Schriftsteller Johann Stephan Schütze.
Nachdem er auf mehreren Universitäten Rechtswissenschaften studiert hatte, wurde er durch Vermittlung seines Vormunds als Referendar in der Kurmärkischen Kriegs- und Domänenkammer in Berlin angestellt. Diese Tätigkeit entsprach allerdings nicht seinen Neigungen, sodass er bereits nach kurzer Zeit die Stelle wieder aufgab.
Er begann mit einer Reise durch Deutschland, die Schweiz und Frankreich. In dieser Zeit schloss er sich seinem Freund, dem späteren Oberpräsidenten der Provinz Westfalen, Ludwig von Vincke an, der den Auftrag erhalten hatte, zum Kauf spanischer Schafe nach Spanien und Portugal zu reisen.
Er beherrschte die französische, englische, spanische und italienische Sprache so gut, dass er sowohl die modernen als auch die älteren Autoren las und gelegentlich Aufsätze zu diesen verfasste. Im Laufe der Zeit publizierte er, auch unter seinem Pseudonym Beauregard-Pandin Übersetzungen italienischer, spanischer und französischer Novellisten.
In seiner Zeitschrift Über Kunst und Altertum, Band 4, Heft 2, rezensierte Johann Wolfgang von Goethe die Schrift Spanische Romanzen von Karl von Jariges.
Anfangs schrieb er für die Jenaische Allgemeine Literatur-Zeitung und später auch für die Leipziger Literaturzeitung und weiteren Blättern, unter anderem 1807, 1808 sowie 1809 für die Zeitung für die elegante Welt: Mode, Unterhaltung, Kunst, Theater; zum Ende seines Lebens war er Mitarbeiter des Journals für Literatur, Kunst, Geschmack und Mode in Weimar.
Aufgrund seiner Theaterkritiken wurde er aus Weimar verbannt und lebte seitdem wieder in Berlin, ohne aber ein öffentliches Amt auszuüben.
Er verstarb während einer Diskussion mit Friedrich von Uechtritz über die neue Berliner Aufführung der lustigen Weiber von Windsor von William Shakespeare.

## Schriften (Auswahl)
- Bruchstücke einer Reise durch das südliche Frankreich, Spanien und Portugal im Jahr 1802. Leipzig, 1810.
- List wider List. In: Für müssige Stunden. Jena 1820. S. 171–221.
- Spanische Romanzen. Berlin 1823.
- William Shakespeare; Beauregard Pandin: Troilus and Cressida. Berlin, 1824.
- William Shakespeare; Beauregard Pandin: William Shakespeare's die Irrungen. Zwickau, 1824.
- William Shakespeare; Carl Friedrich von Jariges: Shakespeare's König Lear. Zwickau: Schumann, 1824.